# Trezevant
Trezevant é uma cidade  localizada no estado norte-americano de Tennessee, no Condado de Carroll.

## Demografia
Segundo o censo norte-americano de 2000, a sua população era de 901 habitantes.
Em 2006, foi estimada uma população de 892, um decréscimo de 9 (-1.0%).

## Geografia
De acordo com o United States Census Bureau tem uma área de
3,6 km², dos quais 3,6 km² cobertos por terra e 0,0 km² cobertos por água.

## Localidades na vizinhança
O diagrama seguinte representa as localidades num raio de 20 km ao redor de Trezevant.